# اتحادیه دائمی

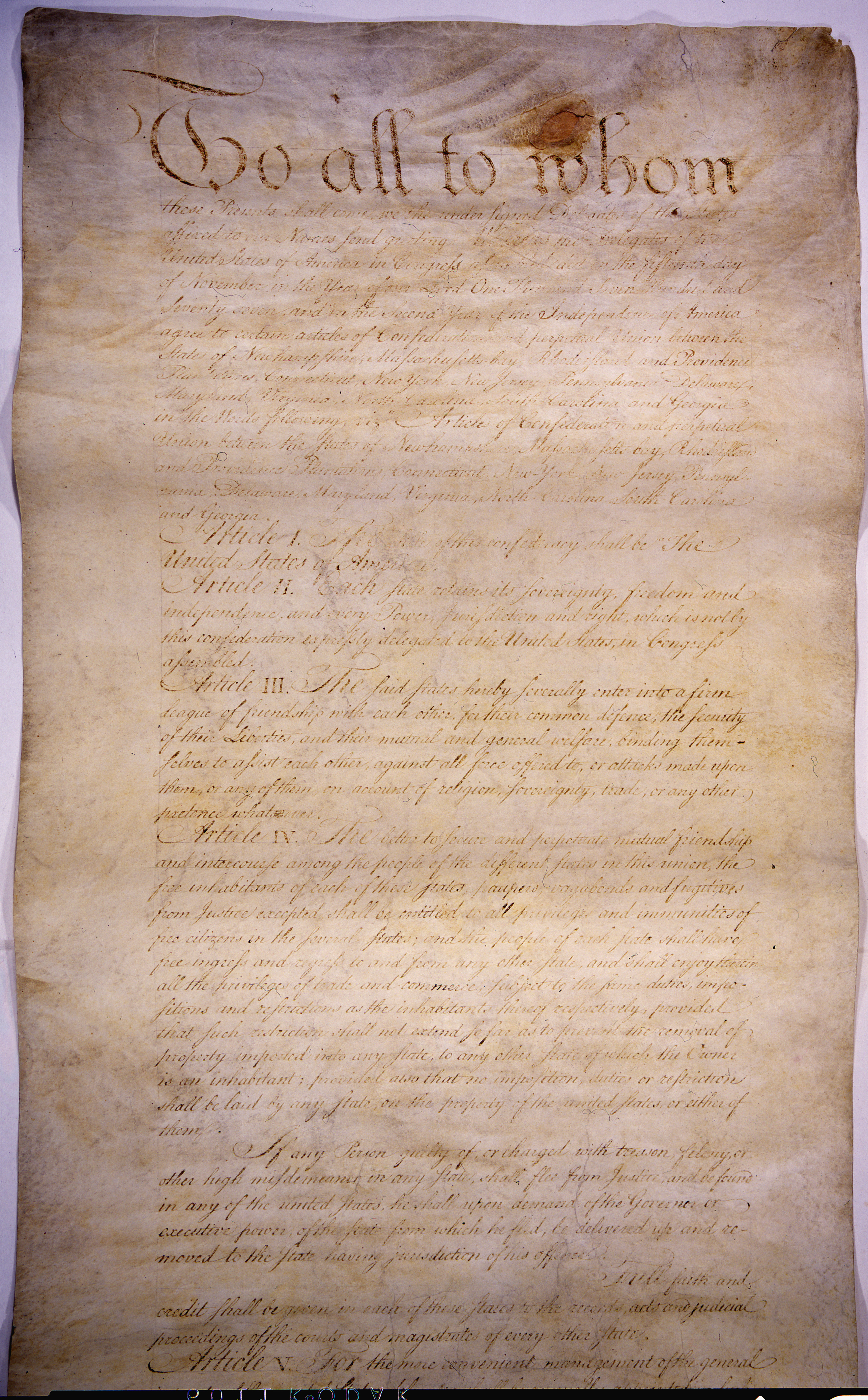
تصویری از اصول کنفدراسیون

اتحادیهٔ دائمی یکی از ویژگی‌هایی است که در اصول کنفدراسیون بنا نهاده شد و منجر به شکل‌گیری ایالات متحده آمریکا به عنوان یک کشور گردید. بر اساس مفهوم اتحادیهٔ دائمی، هیچ یک از ایالت‌ها مجاز نیست که برای براندازی قانون اساسی ایالات متحده اقدام کند یا از عضویت در ایالات متحده خارج شود.